# The Doors (álbum)
The Doors é o álbum de estreia da banda norte-americana de rock The Doors, lançado em 4 de janeiro de 1967 pela Elektra Records. O álbum contém o hit single "Light My Fire" e o longo épico  "The End".
O álbum foi essencial para o progresso do rock psicodélico e foi aclamado pela crítica. Em 2012, ele foi nomeado em 42º lugar na revisão da lista dos "500 Maiores Álbuns de Todos os Tempos" da revista Rolling Stone.
The Doors figura em muitas listas de melhores álbuns, e algumas de suas canções, como "Light My Fire", "Alabama Song (Whiskey Bar)", "Break on Through (To the Other Side)" e "The End" são sucessos que foram imortalizados pela banda. Este álbum está presente na lista dos "200 Álbuns Definitivos no Hall da Fama do Rock and Roll".
O disco já vendeu mais de 10 milhões de cópias apenas nos Estados Unidos.

## Recepção e crítica
O álbum foi geralmente bem recebido. O crítico do Allmusic.com, Richie Unterberger, o considera um dos melhores álbuns de estreia da história do Rock. Segundo a Rolling Stone o álbum foi considerado o 42º melhor álbum de todos os tempos. 
| Críticas profissionais | Críticas profissionais |
| Avaliações da crítica  | Avaliações da crítica  |
| Fonte                  | Avaliação              |
| ---------------------- | ---------------------- |
| Allmusic               | [ 3 ]                  |
| Rolling Stone          | [ 4 ]                  |
| Slant Magazine         | [ 5 ]                  |
| Robert Christgau       | (B-)                   |
| Music Box              | [ 7 ]                  |
| Crazy Metal Mind       | 10/10                  |

## Faixas
| Lado A |                                        |         |  |
| N.º    | Título                                 | Duração |  |
| 1.     | "Break On Through (To the Other Side)" | 2:29    |  |
| 2.     | "Soul Kitchen"                         | 3:35    |  |
| 3.     | "The Crystal Ship"                     | 2:34    |  |
| 4.     | "Twentieth Century Fox"                | 2:33    |  |
| 5.     | "Alabama Song (Whisky Bar)"            | 3:20    |  |
| 6.     | "Light My Fire"                        | 7:06    |  |

| Lado B |                       |         |  |
| N.º    | Título                | Duração |  |
| 1.     | "Back Door Man"       | 3:34    |  |
| 2.     | "I Looked at You"     | 2:22    |  |
| 3.     | "End of the Night"    | 2:52    |  |
| 4.     | "Take It as It Comes" | 2:23    |  |
| 5.     | "The End"             | 11:41   |  |

## Artistas
- Jim Morrison - Vocais
- Robby Krieger - Guitarra
- Ray Manzarek - Teclado-Baixo
- John Densmore - Bateria
- Larry Knechtel - Baixo